# Andréas Xanthós
Andréas Xanthós (grec moderne : Ανδρέας Ξανθός) est un homme politique grec membre de SYRIZA, né le 11 août 1960 à Réthymnon.

## Biographie
En 2012, il est chargé de la santé dans le cabinet fantôme (« σκιώδης κυβέρνηση ») de la SYRIZA.
Lors des élections législatives grecques de janvier 2015, il est élu député au Parlement grec sur la liste de la SYRIZA dans la circonscription de Réthymnon. Il devient ministre de la Santé en septembre 2015 du gouvernement Tsípras II.